# 占有
在法律上，管有或管有權，是一個人有意對物件行使的實際控制。 與所有权一樣，任何財產的管有通常由國家根據財產法實施監管。 在所有情況下，要管有某物，一個人需要有管有它的意圖。 一個人可能管有一些財產，但這並不意味着他一定是享有對這些財產的擁有權。
雖然管有多規定在物權法中，但並非物權。不過基於立法需求，法律仍賦予佔有一定的法律效果。《法国民法典》规定：“对于物权或权利的持有或享有，称为占有”，《德国民法典》也称为“占有”，均将占有视为事实；而《日本民法》则专设“占有权”一章，将占有确认为一种权利。

## 管有意圖
管有意圖（intention to possess；拉丁語稱為animus possidendi）是管有的一個組成部分。它所需要的只是暫時管有某物的意圖。在普通法適用地區，管有某物的意圖屬於事實，通常由控制行為和周圍環境來證明。
一個人有可能在不知道某物存在的情況下意圖管有它。例如，如果你打算管有一個行李箱，在這種情況下，即使你不知道裏面裝的是甚麼，你也算作有意管有它裏面的東西。區分足以取得某物管有權的意圖和犯非法管有罪（unlawful possession；例如違禁藥物、槍支或贓物）所需的意圖很重要。將他人排除在行李箱及其內容物之外的意圖並不一定構成意圖非法管有的犯罪意圖。
當人們管有公眾可以進入的地方時，可能很難知道他們是否打算管有這些地方內的一切物件。在這種情況下，有些人明確表示他們不想管有公眾帶來的東西。例如，在一家餐館的衣帽架上方掛着一個標誌，稱對遺留在那裡的物品不承擔責任。這種情況並不少見。

## 管有的重要性
管有是物權法中最重要的概念之一，可以分為三個相關且有重疊但不盡相同的法律概念：管有（possession）、管有權（right of possession）和擁有權（ownership）。
在普通法適用地區，管有本身就是一種財產權。財產擁有人具有管有權，並且可以將該權利全部或部分轉讓給另一人，該另一人隨後也可以將管有權轉讓給第三方。例如，住宅物業的業主可以根據物業管理合同將管有權轉讓給物業經理，然後該物業經理可以根據租賃協議將管有權轉讓給租戶。有一個可推翻的推定，即財產的管有人也享有管有權，並且可以提供相反的證據來確定誰擁有合法管有權來確定誰應該實質管有，這可能包括擁有權的證據（沒有管有權的轉讓）或無擁有權的高級管有權的證據。管有時間足夠長的東西，可以通過終止前擁有人的管有權和擁有權，而成為擁有權。同樣，隨着時間的推移，業主在不喪失其擁有權的情況下收回對財產的獨占，管有的權利會終止，例如法院授予相逆地役權（adverse easement）。
在歐陸法系國家，管有不是一種權利，而是一種法律事實，享有一定的法律保護。它可以作為擁有權的證據，但它本身並不承擔舉證責任。例如，住宅的擁有權不能僅通過管有房屋來證明。管有是對一個物件行使控制的一種事實狀態，無論是否合法擁有該物件。只有合法的（擁有者有法律依據）、真誠的（擁有者不知道自己無權擁有）、正常的（不是通過武力或欺騙獲得的）管有才能隨著時間的推移而成為擁有權。管有人即使不是擁有人，也享有一定的針對第三方的司法保護。
管有權可能會被分為不同程度。例如，如果你將一本屬於你的書留在咖啡館，而侍應生撿起它，你就失去了對書的實質管有。當你回來取書時，即使侍應生具有對書的實質管有，你也仍具有較佳的管有權（better right to possession）。因此，侍應生應該將書歸還給你。這個例子展示了擁有權和管有之間的區別：在整個過程中，儘管你在某段時間失去了實質管有，但你並沒有失去對這本書的擁有權；也可能另一種情況，即這本書自始至終都歸第三方（例如借閱圖書館）擁有，儘管管有權發生了變化。

## 管有的獲得
管有的獲得既需要意圖，又需要實質控制。通常，意圖先於控制，例如當你看到地上的硬幣時，你需要先有拾起的意圖，才會伸手去執拾。然而，也有可能，一個人可能在形成佔有某物的意圖之前就獲得了對該物的實質控制，例如在不知情的情況下坐在火車座位上並因此控制了一張10美元的鈔票，然後他才意識到這張鈔票的存在並形成佔有它的意圖來獲得管有。人們也可能意圖在他們控制的空間中管有他們不知道的東西。
管有可以通過單方面建立實質控制的行為來獲得。例如，它可以通過扣押（apprehension［大陸法概念，故意管有並非自己擁有的物品］或seizure［普通法概念，拿走他人所管有的物品］）來獲得，也可以通過將管有權從一方移交給另一方的雙邊過程來獲得。在雙邊過程中，移交管有權的一方必須是自願的。

### 經同意獲得的管有
大多數管有的財產都是在管有該財產的其他人的同意下獲得的。它們可能是購買的、作為禮物收到的、租來的或借來的。財物管有權的轉移稱為交付（delivery），土地管有權的轉移則通常稱為批地（grant）。
財產的臨時轉移稱為委託保管（bailment）。委託保管通常被認為是擁有權和管有權的分離。例如，圖書館在你管有這本書時繼續擁有它，並將在你的管有期限結束時再次有權管有它。涉及委託保管的常見交易有租購（hire-purchase）及有條件售賣（conditional sale）。在租購中，賣方允許買方在付款之前擁有該物品，買方分期支付欠款，當欠款結清時，物品的擁有權即由賣方轉移至買方。

### 未經同意獲得的管有
未經任何人同意即取得某物的管有是可能的。首先，你可能獲得之前從未被人擁有過的物件的管有權。例如，當您捕獲野生動物時，或者創造一個新物件時，比如製作一塊麵包，可能會發生這種情況；其次，你可能會執拾到別人丟失的東西；第三，你可能會在未經他人同意的情況下拿走他人的東西。在合法的情況下，未經同意取得的管有是受法律保護的財產權。它產生了一種新的管有權，該管有權可對所有人強制執行，除了具有較佳的管有權（better right to possession）的人。

### 轉移管有權的形式
轉讓所有權有多種形式。人們可以親自交出物品（例如交出在報攤購買的報紙），但當事人並不總是需要實質地將物品交予人以令其管有被視為轉讓，令物品如同處於實質控制範圍內就足夠了（例如在信箱中留下一封信）。有時，移交實質控制權的象徵就足夠了（例如移交汽車或房屋的鑰匙）。一個人也可以選擇放棄管有（例如一個人把一封信扔進了垃圾桶）。管有權包括終止管有的權利。

## 註释
1. ↑  根據香港法例，英文possession的對應詞為「管有」。
2. ↑  中華民國民法使用字詞為「占有」，而非「佔有」。澳門法律亦使用「占有」，與葡文posse對應。